# 道洛·陶马什
道洛·陶马什（匈牙利語：Dala Tamás，1968年6月5日—），匈牙利前男子水球运动员。他曾代表匈牙利国家队参加1996年夏季奥林匹克运动会水球比赛，结果获得第四名。